# Monte San Pietro
Monte San Pietro es un municipio situado en el territorio de la Provincia de Bolonia, en Emilia-Romaña (Italia).

## Demografía
| Gráfica de evolución demográfica de Monte San Pietro entre 1861 y 2021 |
|                                                                        |
| Fuente ISTAT - elaboración gráfica de Wikipedia                        |